# 許坦
許坦（1445年—?），字履夫，福建福州府闽县人，明朝政治人物、進士出身。

## 生平
成化十年（1474年）甲午科福建乡试第三名舉人。成化十四年，登戊戌科會試第四十名，三甲進士，任户部主事，官至大理府知府。

## 家族
曾祖父許子和。祖父許惟初。父亲許景陽。母陳氏，繼母方氏、陳氏。具慶下。娶林氏。子许继、许绎、孫許嗣宗，皆为嘉靖进士。